# Jörn Borowski
Jörn Borowski (* 15. Januar 1959 in Rostock) ist ein ehemaliger deutscher Segelsportler, der bis 1990 für die Deutsche Demokratische Republik antrat.

## Sportliche Laufbahn
Jörn Borowski segelte beim SC Empor Rostock und wurde von seinem Vater Paul Borowski trainiert. Ab 1975 war Borowski zusammen mit Egbert Swensson in der 470er Jolle aktiv. 1976 und 1977 gewannen die beiden ihre ersten beiden Meistertitel, weitere folgten 1979, 1980 und 1982. Bei den DDR-Meisterschaften 1981 belegten Jörn Borowski und Egbert Swensson den dritten Platz, auf den zweiten Platz kam das Boot von Bodo Borowski, Jörns jüngerem Bruder.
Ihren ersten internationalen Titel gewannen die beiden 1980 bei den Europameisterschaften. Bei der olympischen Regatta 1980 vor Tallinn siegten die Brasilianer Eduardo Penido und Marcos Soares knapp vor den beiden Rostockern und den Finnen Jouko Lindgren und Georg Tallberg. Auch bei den Europameisterschaften 1981 gewannen Borowski und Swensson die Silbermedaille, diesmal hinter den Italienern Tommaso und Enrico Chieffi. Ihren größten Erfolg feierten Borowski und Swensson, als sie 1982 vor Cascais den Weltmeistertitel gewannen. 1983 folgte der nach 1980 zweite Europameistertitel.
Borowski hat ein Sportstudium absolviert, arbeitete aber nach der Wende im internationalen Ostsee-Fährgeschäft. Als Segler ist er beim Rostocker Yachtclub aktiv. 1999 gewann er mit Andreas Berlin die Silbermedaille bei den Weltmeisterschaften im zu diesem Zeitpunkt nicht mehr olympischen Flying Dutchman.